# Ozymandias (Breaking Bad)
"Ozymandias" es el decimocuarto episodio de la quinta temporada de la serie de televisión Breaking Bad, de la cadena AMC. Escrito por Moira Walley-Beckett y dirigido por Rian Johnson, se emitió originalmente el 15 de septiembre de 2013 en Estados Unidos y Canadá. El título del episodio hace referencia al poema del mismo nombre de Percy Bysshe Shelley, el cual habla sobre el derrumbe de un rey que solía ser poderoso.
Tras su estreno, el episodio recibió una aclamación unánime por parte de la crítica y la audiencia, y se le ha considerado como uno de los mejores episodios televisivos de la historia. La crítica alabó casi todos los elementos del episodio, en particular la actuación del reparto principal (Bryan Cranston, Anna Gunn, Aaron Paul, Dean Norris, y Betsy Brandt). En la ceremonia de los premios Primetime Emmy de 2014, Walley-Beckett obtuvo el premio al mejor guion, mientras que Bryan Cranston y Anna Gunn se alzaron con los galardones a, respectivamente, mejor actor y mejor actriz de reparto.

## Trama
El episodio abre con un flashback que muestra a Walter (Bryan Cranston) y Jesse (Aaron Paul) cocinando por primera vez metanfetamina en To'hajiilee. Walt llama a Skyler (Anna Gunn), quien para ese tiempo está embarazada, y se inventa una excusa para explicarle por qué llegará tarde a casa esa noche. Skyler le sugiere llamar a su bebé Holly y Walt lo acepta.
De regreso al presente en To'hajiilee, sucedido el tiroteo, Hank (Dean Norris) está herido con una bala en una pierna, Steven Gomez (Steven Michael Quezada) ha sido asesinado, y la banda de Jack (Michael Bowen) queda ilesa. Jack ordena a sus hombres que busquen a Jesse y se prepara para matar a Hank acorralándolo. Walt le suplica a Jack que le perdone la vida a su concuñado y le ofrece su fortuna de 80 millones de dólares; después le pide a Hank jurar que deje por sentada su investigación. Hank, en cambio, se rehúsa a rogar por su vida y opina que Jack ya ha tomado una decisión. Hank no termina de decir su oración puesto que Jack inmediatamente lo ejecuta, y Walt cae al suelo tras colapsar, con una expresión de angustia.
La pandilla de Jack utiliza las coordenadas de Walt para localizar y desenterrar los siete barriles de dinero de Walter, llevándose seis en sus camionetas y dejándole una a Walter. Tras enterrar a Hank y Gomez en el hoyo de los barriles, Walt descubre dónde se esconde Jesse, lo traiciona revelando su escondite a Jack y sus hombres y les recuerda a estos que nunca cumplieron su tarea de matarlo. Al prepararse para matar a Jesse, Todd (Jesse Plemons) propone interrogarlo para descubrir qué información le otorgó a la DEA. Antes de que la banda de Jack se lleve a Jesse, Walt le revela con rencor que él estuvo presente cuando Jane (Krysten Ritter) murió y que decidió no salvarla. En el cuartel de Todd, a Jesse lo golpean severamente y lo encierran en una celda. Todd lo escolta esposado a un laboratorio de metanfetamina, donde lo encadenan a una polea en el techo. Jesse se percata de que hay una fotografía de vigilancia de Andrea y Brock mientras Todd le da instrucciones para comenzar a cocinar.
Dado que una bala había perforado su tanque de gasolina, Walt se queda sin gasolina al tratar de llegar a casa en su auto. En su lugar, camina rodando su barril de dinero a través del desierto (Esto puede hacer una referencia a una broma que Hank hizo en el episodio 1 de la segunda temporada mientras veía una grabación de una cámara con su compañero Steven Gomez en el que se veía como Walter y Jesse robaban un barril de metilamina) mientras suena de fondo "Take my True love by the Hand" de The Limiters y se pueden ver los pantalones que él  perdió en el primer episodio de la serie, Pilot (Breaking Bad). Al llegar a una casa de un nativo de allí, le compra su camioneta. Algunas personas creen que esta casa es a la que se refería Jesse como "hogar de vacas". Mientras tanto, en el autolavado, Marie (Betsy Brandt) le advierte a Skyler (Anna Gunn) que Walt ha sido arrestado por Hank y que le puede ofrecer ayuda a ella y su familia si se deshace de todas las copias del video donde Walt implica a Hank. Asimismo, Marie insiste en que Walter Jr. (RJ Mitte) sepa la verdad. Walter Jr. se rehúsa a creer que su padre es un criminal, y le restriega a su mamá que en caso de ser cierto, ella es tan mala como él por encubrirlo.
Al llegar a su hogar, Walt se apresura a empacar y cuando llegan Skyler y Walter Jr. les ordena que hagan lo mismo. Walt les promete que les explicará todo después pero Skyler supone que él ha matado a Hank pues la ignora cuando le pregunta sobre su paradero. Hastiada, Skyler coge un cuchillo de la cocina y le ordena a Walter a abandonar su casa, pero cuando éste se niega y se acerca a ella Skyler lo ataca y le provoca un corte en la mano. La pareja comienza a pelear hasta tirarse al suelo, cuando Walter Jr. le quita a Walt de encima a Skyler y llama a la policía, a quien avisa de que su padre ha atacado a su madre y que es peligroso. Walt toma a Holly en sus brazos y escapa con ella en la camioneta, mientras Skyler corre tras ellos aterrorizada. En un momento en el que están solos, Holly pronuncia entre lágrimas y repetidamente su primera palabra, es decir "mamá", frente a Walt.
La policía y Marie llegan a la casa de los White. Estos toman el teléfono de la casa y tratan de rastrear a Walt cuando éste llama. Después de que Skyler le dice que está sola, Walt la acusa de no apoyar sus actividades delictivas y dice que él hizo todo el trabajo en la construcción de la riqueza para su familia. Skyler en un principio se confunde por sus palabras y tono de voz, pero se da cuenta de que Walt sabe que lo escuchan y que la está limpiando de cualquier acusación que la involucre a ella en su negocio. Cuando Skyler le pregunta de nuevo sobre el paradero de Hank, éste procura suprimir su llanto y confiesa que nunca volverán a ver a Hank, para lo cual Marie rompe en llanto. Skyler le suplica que regrese a casa y lleve a Holly, pero Walt apunta que todavía le quedan cosas por hacer. Walt destruye el teléfono y deja a Holly en un camión de bomberos con una nota que indica la dirección de su hogar. A la mañana siguiente, Walt espera sobre la acera en una carretera, el mismo lugar que le indicó Saul a Jesse para encontrarse con un hombre que cambia identidades, quien lo recoge.

## Producción

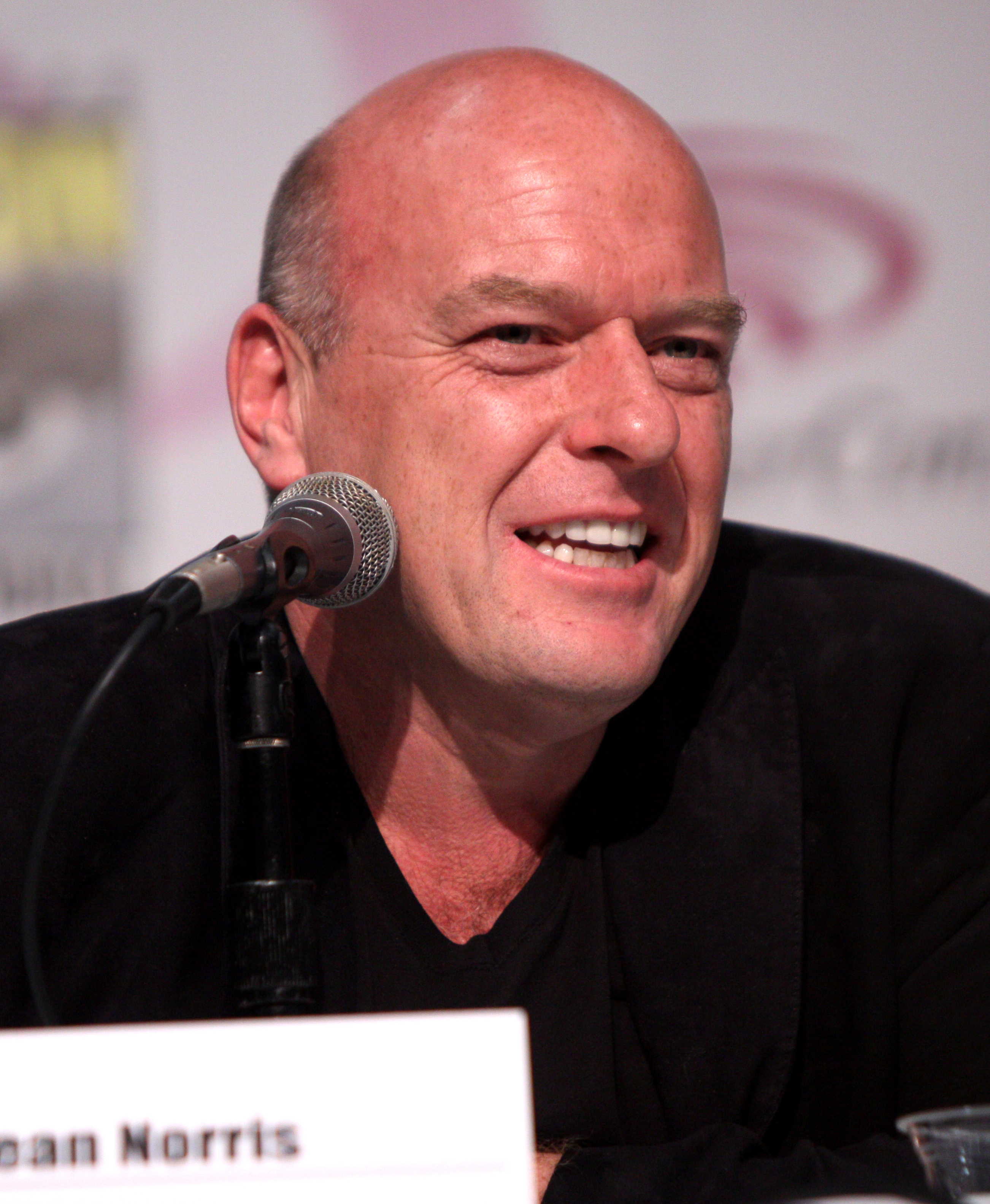
Dean Norris hace en este episodio su última aparición.

El episodio fue escrito por Moira Walley-Beckett y dirigido por Rian Johnson. Walley-Beckett solicitó trabajar con Johnson pues habían obtenido buenas experiencias al trabajar en el episodio "Mosca" de la tercera temporada.
El episodio se emitió por primera vez a través de la cadena AMC en Estados Unidos y Canadá el 15 de septiembre de 2013. La canción utilizada en el episodio es "Take My True Love by the Hand" de la banda The Limeliters, una versión de una canción popular de folk llamada "Times Are Gettin' Hard, Boys".
El título del episodio debe su origen al poema "Ozymandias" de Percy Bysshe Shelley, mismo que habla sobre el legado decadente de un rey que en un tiempo fue poderoso. Durante el episodio, muchos de los personajes principales caen de rodillas por dolor, al igual que en el poema. Al término del quinto episodio de Talking Bad, Vince Gilligan mencionó: "¡Contemplad mis obras, poderosos, y desesperad!", una línea del poema que, en palabras de Gilligan, hace referencia a Walter y la caída de su imperio. A fin de enfatizar la relación del significado de la pieza lírica con la trama del episodio, Bryan Cranston prestó su voz para recitar todo el poema en un tráiler promocional de la serie que se estrenó semanas antes del debut del episodio.
Este episodio vio la última aparición de los personajes Hank Schrader (Dean Norris) y Steve Gomez (Steven Michael Quezada). En Talking Bad, Norris comentó que la muerte de Hank fue filmada en una sola toma. Además, originalmente Hank iba a morir al final del episodio anterior, pero la escena se trasladó a "Ozymandias" para lograr una mejor coordinación.
El flashback que abre al episodio fue la última escena de la serie en rodarse. La producción esperó a que Cranston se dejara crecer el cabello para que luciera más realista. Pese a que se filmó varios meses después del rodaje del resto del episodio, Johnson pudo volver a dirigir la escena.
En la escena en la que Walt sostiene a Holly y están ellos dos solos, después de haberse escapado con ella de su casa, la bebé lo mira y dice "Mamá" repetidamente. Walley-Beckett expresó durante una entrevista con NBC News que esto no estaba en el guion, pero que Cranston improvisó y que la producción deliberó mantener esa parte en la escena, describiéndola como un momento de "magia de película".

## Recepción

### Crítica
"Ozymandias" recibió una gran aclamación por parte de la crítica y fue descrito por varias publicaciones como el mejor episodio de la serie y uno de los mejores episodios televisivos de la historia. Los críticos alabaron casi todo elemento de la producción, en particular las actuaciones del reparto (principalmente las de Bryan Cranston, Anna Gunn, Aaron Paul, Dean Norris, y Betsy Brandt), la dirección de Rian Johnson, y el guion de Moira Walley-Beckett. En diciembre de 2013, Time colocó al episodio en la primera posición de su lista de los 10 mejores episodios televisivos de 2013.
Tom Mendelsohn de The Independent mencionó que el episodio podría ser el mejor jamás escrito, haciendo referencia al hecho de que en menos de tres días había recibido una calificación perfecta de 10 sobre 10 por parte de 12,000 usuarios en IMDb, puntuación que mantiene hasta hoy en día.
En el podcast Breaking Bad Insider, Vince Gilligan confesó que considera a "Ozymandias" el mejor episodio de la serie. Tim Goodman de The Hollywood Reporter concuerda con Gilligan, y apuntó que varios hechos que el programa había ido desarrollando en los episodios pasados finalmente dieron frutos. En una entrada de su blog, George R. R. Martin, el escritor de las novelas de Canción de hielo y fuego (las cuales fueron adaptadas a una aclamada serie de televisión llamada Game of Thrones), les dio el título de "increíble" tanto a la serie como al episodio y opinó que "Walter White es mayor monstruo que cualquiera de Westeros", y aceptó que esto mismo lo llevó a crear un personaje aún más perverso que se incluirá en libros futuros para "arreglar esto". Drusilla Moorhouse, que contribuye en el sitio web de The Today Show, subrayó el hecho de que "nada puede compararse a la crueldad de Walt" cuando éste le confesó a Jesse su intervención en la muerte de Jane, y definió al episodio como la destrucción de la familia de Walt; sin embargo, también hizo notar el altruismo del protagonista cuando "reescribió la historia de la complicidad de Skyler" al hacer la llamada telefónica, y cuando dejó a Holly en el camión de bomberos de modo que regresara a casa sana y salva.

### Audiencia
El episodio fue visto por 6.37 millones de espectadores durante su primera emisión, lo cual superó por casi un millón al episodio anterior.

### Premios
Moira Walley-Beckett recibió el Primetime Emmy al mejor guion por su labor en este capítulo. Tanto Bryan Cranston como Anna Gunn enviaron este episodio para consideración tras ser nominados a mejor actor y mejor actriz de reparto respectivamente y los dos terminaron victoriosos en sus categorías.